# Le Château-d’Almenêches
Le Château-d’Almenêches település Franciaországban, Orne megyében. Lakosainak száma 185 fő (2022. január 1.). Le Château-d’Almenêches Almenêches, Macé, Médavy, Mortrée és Chailloué községekkel határos.

## Népesség
A település népességének változása:
| Lakosok száma | 209  | 208  | 215  | 205  | 204  | 202  | 196  | 190  | 185  |
|               | 2013 | 2015 | 2016 | 2017 | 2018 | 2019 | 2020 | 2021 | 2022 |